# Телерадиотерапија
Телерадиотерапија, телетерапија, даљинско зрачење или екстерно перкутано зрачење један један је од најчешћих облика радиотерапије код које се тело болесника излаже изворима зрачења (који укључују рендгенске зраке, Со-60 γ-зраке и електроне), који се налази ван његовог тела (најечешће на удаљености од око 80-100 cm). Овај облик радиотерапије спроводи се линеарним акцелератором и кобалтном јединицом.
Овом методом озрачивања пацијента се врши уз помоћ извора зрачења који се налази ван њиховог тела, у лежећем положају након имобилизације посебним апаратима, на столу за зрачење. Ова метода се разликује од брахитерапије по близини извора зрачења, јер се код брахитерапије извор зрачења мора убацити у само тело.
У овој методи користе се високоенергетски рендгенски зраци, снаге киловолта (kV)  за зрачење тумора који се налазе на или непосредно испод коже пацијента или мегаволтни (MV) рендгенски зраци  за дубље туморе (простатa, мокраћнa бешикa, грлића материце, дојке, плућа), који собзиром да имају јачу енергију, поседују способност да дубље  продиру у ткиво.

## Врсте зрачења која се користе
Зрачења која се користе у спољашњој терапији зрачењем потичу од три врсте честица:
- фотона,[4]
- протона,[5]
- електрона.[6]

### Фотони
Фотон је квант електромагнетног зрачења. По класичној теорији електромагнетно зрачење (ЕМ) се описује учестаношћу ν која представља број промена електричног и магнетног поља у јединици времена у области простора кроз коју се зрачење простире. Зрачење се истовремено описује и таласном дужином која представља најмање просторно растојање између тачака у којима се електрично и магнетно поље мењају у фази, у којима се  исте вредности достижу у истим тренуцима времена.  
Већина машина за радиотерапију користи фотонске зраке. Фотони се такође користе у рендгенским зрацима, али рендгенски зраци користе ниже дозе. Фотонски снопови могу доћи до тумора дубоко у телу. 
Док путују кроз тело, снопови фотона расипају мале делове зрачења дуж свог пута. Ови снопови се не заустављају када стигну до тумора, већ продиру у нормално ткиво поред тумора.

### Протони
Протони су елементарне честице са позитивним наелектрисањем.   Протони су такође стабилни. Маса протона у миру износи mp=1.6724 ×10-27 kg, те су они око 2000 пута веће масе од електрона. Они спадају у групу тешких елементарних честица.
Као и фотонски снопови, протонски снопови такође могу доћи до тумора дубоко у телу. Међутим, протонски зраци не расипају зрачење на свом путу кроз тело и заустављају се када стигну до тумора. Лекари сматрају да протонски зраци могу смањити количину нормалног ткива које је изложено зрачењу. У току су клиничка испитивања како би се упоредила терапија зрачењем помоћу протонских зрака са оном помоћу снопа фотона. Неки центри за рак користе протонске зраке у терапији зрачењем, али висока цена и величина машина ограничавају њихову употребу.

### Електрони
Електрони су честице са негативним наелектрисањем које су међусобно апсолутно идентичне. То су стабилне елементарне честице чија маса у миру износи 
me=9.1 ×10-31 kg, и то су најлакше честице од свих оних које поседују масу као своју примарну карактеристику. Наелектрисање електрона назива се елементарно наелектрисање: e=1.6 ×10-19 C
Електронски снопови не могу да путују веома далеко кроз телесна ткива. Због тога је њихова употреба ограничена на туморе на кожи или близу површине тела.

## Методе
До данас је развијено више софистицираних метода које у зависности од врсте радиотерапије могу смањити дозу зрачења на околна нормална ткива уз одржавање нивоа тумороцидне дозе за рак. Ове методе укључују: 
- једно или више колимираних (уобличених) поља;
- тродимензионалну конформну радиотерапију (компјутерско томографско планирање, у коме је свако поље индивидуално обликовано)
- радиотерапију модулисаног интензитета (више поља, статички или динамички портал, инверзно планирање за третирање циљне запремине до пуне дозе уз ограничавање дозе на осетљиве структуре, и варијација у интензитету унутар сваког снопа са вишелисним колиматором да би се то постигло)
- стереотактичка радиотерапија (вишеструко обликовани снопови или лукови који се сви концентришу на циљну запремину). Код ове врсте терапије пацијент мора бити имобилизиран како би се омогућило тачно оцртавање циљног волумена.

## Уређаји
Терапијско зрачење се углавном генерише на одељењу за радиотерапију помоћу неког од следећих уређаја:
Машине за површинску радијациону терапију (СРТ) која производе рендгенске зраке ниске енергије у истом енергетском опсегу као и дијагностичке рендгенске машине, 20 - 50 kV, за лечење кожних обољења.
Ортонапонске рендгенске машине, које производи рендгенске зраке веће енергије у опсегу 200–500 kV. Ово зрачење је названо "дубоким" јер је могло да третира туморе на дубинама на којима је "површно" зрачење ниже енергије било неприкладно. Ортонапонске јединице имају у суштини исти дизајн као дијагностичке рендгенске машине. Ове машине су углавном ограничене на мање од 600 kV.
Линеарни акцелератори, који производе меганапонске рендгенске зраке. Прва употреба линаца за медицинску радиотерапију била је 1953. године. Комерцијално доступни медицински каблови производе рендгенске зраке и електроне са енергетским опсегом од 4 MeV до око 25 MeV. Сами рендгенски зраци настају брзим успоравањем електрона у циљном материјалу, обично легура волфрама, која производи рендгенски спектар преко кочећег зрачења. Облик и интензитет зрака који се производи може се модификовати или колимирати на различите начине. Тако конвенционална, конформна метода, модулисана интензитетом, томографском и стереотактичком радиотерапијом спроводи специјално модификованим линеарним акцелераторима.
Кобалтне јединице које користе зрачење радиоизотопа кобалт-60 који производе стабилне, дихроматске снопове од 1,17 и 1,33 MeV, што резултујеа просечном енергијом снопа од 1,25 MeV. Улога кобалтне јединице је у великој мери замењена линеарним акцелератором, који може да генерише зрачење веће енергије. Третман кобалтом и даље има корисну улогу у одређеним применама (на пример код гама ножа) и још увек је у широкој употреби широм света, пошто је машина релативно поуздана и једноставна за одржавање у поређењу са модерним линеарним акцелератором.

## Процес телерадиотерапије
У процесу лечења мора се одредити сврха лечења (радикално или палијативно лечење). Радиотерапија се такође може укључити као део процеса лечења уз операцију, хемотерапију, хормонску терапију и имунотерапију. Међутим, лечење рака може укључивати све горе наведене опције. Наравно, то углавном зависи од самог типа рака, стадијума, локалне контроле, психо-физичког стања пацијента. Процес радиотерапије може представљати радикалан облик лечења рака. Међутим, може се користити као део адјувантне (допунске) терапије, односно као додатни третман након иницијалне хируршке интервенције (нпр радикална простатектомија или рак дојке у раним фазама).
Зрачење високоенергетским рендгенским зрацима доводи до уништења ланца ДНК ћелија туморског ткива и, последично, до ћелијске апоптозе (ћелијске смрти). У процесу зрачења потребно је ограничити високоенергетске рендгенске зраке, јер је циљ радиотерапије да се у туморско ткиво испоручи тачно одређена доза зрачења у унапред одређеној циљној запремини ткива и истовремено испоручи најмања могућа доза за здрава ткива. Све ово доводи до смањења нежељених ефеката, последица зрачења и веће могућности побољшања локалне контроле болести.  Да би се обезбедило тачно зрачење и контрола болести, потребна је прецизност и конзистентност свих сегмената, почев од саме припреме, израде плана зрачења и извођења озрачивања.
У савременом процесу телерадиотерапије долази до сталног развоја новијих, а тиме и прецизнијих техника зрачења и планова зрачења. Овим желимо да побољшамо тачност озрачивања у смислу повећања усаглашености изодозне дистрибуције дозе (прилагођавање запремине дозе облику тумора), при чему се прелази са високе дозе на ниску. површина дозе је што је могуће мања. Уз помоћ развоја технологија за проверу положаја пацијента пре зрачења, важно је обезбедити поновљивост пацијентовог свакодневног положаја. Важно је обезбедити свакодневно тачно зрачење од првог до последњег озрачивања, са што мање одступања. 

## Врсте зрачења према енергији

### Озрачење фотонским снопом (МВ)
Рендгенски зраци високе енергије или фотона, који су кванти енергије квантизованог електромагнетног поља. Обично се означава симболом γ (грчко слово гама). У физици високих енергија ова ознака се обично користи за фотоне високе енергије (гама зраке), који се производе нпр. у нуклеарним распадима, у језгрима атома. Фотони који настају у електронском облаку или у близини језгра атома ( рендгенски зраци ) означавају се словом X.
Озрачење фотонским снопом је најчешће зрачење у процесу телерадиотерапије. О зрачењу фотона говоримо када се електрони на путу из акцелераторске цеви сударе са уметнутом метом озрачивања (супстанца са високим бројем З). У мети зрачења долази до кочног зрачења, што доводи до фотона високе енергије, који затим погађају филтер за изједначавање, који изједначава профил дозе. Потребно је додатно ограничење снопа, што је обезбеђено отворима. Важан елемент који омогућава произвољно формирање поља зрачења је вишелисни колиматорски систем, који се користи за формирање поља фотонског зрачења. 

### Зрачење електронским снопом (МеВ)
Приликом озрачивања електронским снопом, убрзани електрони ударају у танак метални филм расејања, чији је задатак да обезбеди хомогеност поља зрачења по целом профилу дозе „равноте дозе“. Ограничавамо поље зрачења специјалним апликаторима "цеви" да смањимо поље зрачења на жељену величину. Излазни сноп електрона је прецизно ограничен појединачним штитовима, који се састоје од Вудове легуре .
Најчешће енергије са зрачењем електрона су: 6, 9, 12, 15 и 18 МеВ и користе се углавном за озрачивање плитких тумора који имају лежиште непосредно испод коже или за додатно зрачење самог лежишта тумора, које је претходно претходно хируршки уклоњени и озрачени фотонским сноповима. Озрачење електронима се користи и као процес интраоперативног зрачења, што је процес озрачивања лежишта тумора током саме операције, из кога је тумор уклоњен. 
Електронско зрачење је веома корисно зрачење, пошто је дубински пад дозе код електронског зрачења веома брз, што значи да у зависности од енергије електрона, они брзо достижу максимум дозе и имају нагли пад дозе у здравом ткиву. 

### Брзо протонско зрачење
Протонска терапија је врста зрачења честица која користи протоне за уништавање обољелог ткива, најчешће ћелија рака. Већина енергије се ослобађа на одређеној дубини, при чему је апсорбована енергија пре и после ове дубине занемарљиво мала. Због тога ова врста зрачења има мање нежељених ефеката у поређењу са зрачењем ɣ зрацима.

## Нежењена дејства
Најчешћи нежељени ефекти терапије зрачењем су:
- екстремни умор,
- губитак апетита,
- иритација коже на третираном подручју.

Иако сама терапија зрачењем углавном не изазива бол, лечење може изазвати болне нежељене ефекте, о чему болесник треба да извести лекара.
Терапија зрачењем може утицати на способност особе да има децу. О овој могућности је препоручљиво разговарати са лекаром пре почетка лечења.
Према поузданим изворима, терапија зрачењем може мало повећати ризик особе да добије још један рак. У том смислу пацијент би требало да одмери потенцијалне ризике и користи када одлучује о лечењу рака телерадиотерапијом.